# 超級龍號列車
超級龍（日语： Sūpādoragon */?）號列車是由東日本旅客鐵道（JR東日本）運行於一之關站至氣仙沼站之間的快速列車。列車途經整段線。

## 概要
此列車的前身是走破整段大船渡線的快速「室根」，由於大船渡線的走線，因此該線被附上了愛稱「龍鐵道大船渡線」，而列車也改稱為「超級龍」。
在發生東日本大地震後，列車不再於靠近太平洋一方行走，變成行走於一之關至氣仙沼之間的列車。在2013年取消所有「超級龍」班次，自此大船渡線定期班次中只有普通列車。

## 運行概況
每日設有1個往返班次。在2010年12月4日時間表修正前，設有每日2個往返班次。
在發生東日本大地震後，氣仙沼站至盛站之間的服務暫停。隨後在各個市面上的時間表於5月號起，均標記列車只到前往氣仙沼。

### 停車站
一之關站 - 陸中門崎站 - 陸中松川站 - 猊鼻溪站 - 摺澤站 - 千厩站 - 折壁站 - 氣仙沼站
- 在2011年前，列車於氣仙沼站至盛站之間各站停車。

## 使用車輛
KiHa100系柴油列車2卡或3卡編成。所有車廂都是自由席。

## 線速達列車演變

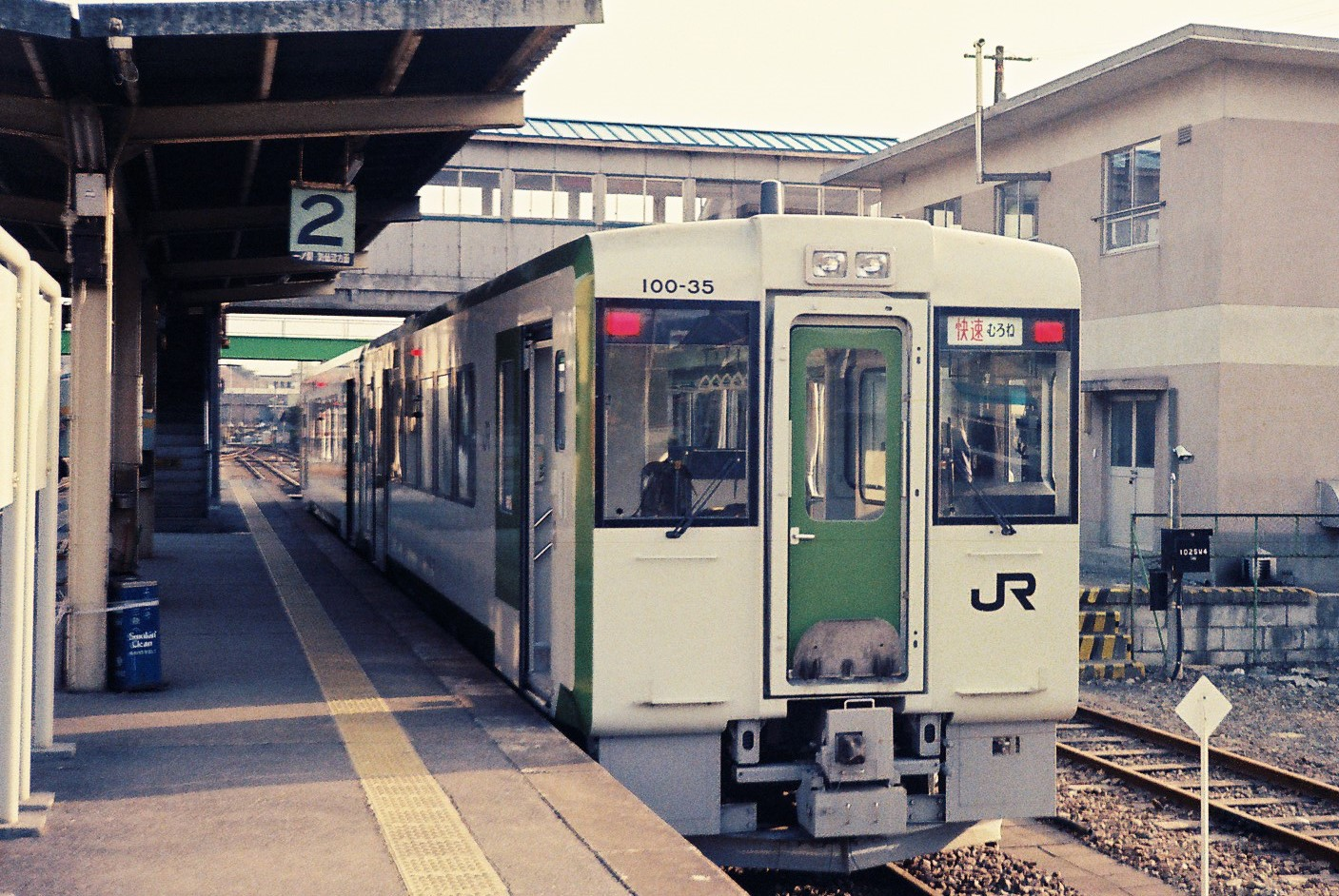
KiHa100形快速「室根」
（1992年2月 盛站）

- 1960年（昭和35年） - 開設準急列車「室根」，行走於仙台站至盛站之間。
  - 另外，該列車於仙台站至一之關站之間與「栗駒」結併運輸。
- 1963年（昭和38年） - 「室根」增加至2個往返班次。另外，開設了行走於盛岡站至盛站之間，途經東北本線、大船渡線的準急列車「盛」。但是，前往盛岡站的「盛」於大船渡線內為普通列車。
- 1966年（昭和41年） - 「室根」、「盛」升級至急行列車。
- 1968年（昭和43年） - 「盛」延長至青森到發。
- 1970年（昭和45年） - 「室根」增加1個往返班次。共有3個往返班次。
- 1972年（昭和47年） - 設有以下變更[3]。
「室根」1個往返班次改於一之關到發，該班次改名為「唐桑」。因此「室根」減至2個往返班次。
「盛」改於盛岡站到發，在大船渡線內與「室根」結併運輸。
- 1982年（昭和57年） - 隨著東北新幹線啟用，設有以下變更。
「唐桑」、「盛」廢除。
「室根」降級為快速列車。
在東北新幹線啟用前，急行列車的停車站（大船渡線內）
一之關站 - 陸中松川站 - 摺澤站 - 千厩站 - 氣仙沼站 - 陸前高田站 - 小友站 - 大船渡站 - 盛站
- 1988年（昭和63年） - 「室根」下行列車駛入至三陸鐵道南谷灣線釜石站。
- 1993年（平成5年） - 「室根」名稱為「超級龍」。
- 1997年（平成9年） - 「超級龍」不再駛入南谷灣線釜石站。
- 2007年（平成19年）3月18日 - 部分「超級龍」原本通過陸中門崎站和陸中松川站，當日起所有列車均停靠該兩站。使所有「超級龍」班次的停車站一致。
- 2010年（平成22年）12月4日 - 「超級龍」由每日2個往返班次減至1個往返班次。
- 2011年（平成23年）3月11日 - 發生日本東北地方太平洋近海地震，大船渡線暫停服務。在4月1日起，一之關站至氣仙沼站之間服務重開。
- 2012年（平成24年）4月28日 - 本來只有上行班次停靠的折壁站，下行班次也停靠。
- 2013年（平成25年）3月15日 - 在3月16日的時間表修正起，「超級龍」變為各站停車而廢除。

## 注腳